# 丝茎婆婆纳
丝茎婆婆纳（学名：Veronica tenuissima）为車前草科婆婆纳属下的一个种。